# Катастрофа C-295 в Мирославце
Катастрофа C-295 в Мирославце — авиационная катастрофа, произошедшая во вторник 23 января 2008 года, авиалайнер CASA C-295 принадлежности ВВС Польши выполнял рейс 019 по маршруту Фредерик-Шопен — авиабаза Мирославец с 4 членами экипажа и с 16 пассажирами, но при заходе на посадку на 12-ю авиабазу «Мирославец» разбился из-за плохих погодных условий, в результате чего погибли все 4 членов экипажа и 16 пассажиров находившихся на борту.

## Самолёт
Транспортный самолет CASA C-295 (заводской номер 043) был приобретен ВВС Польши в 2007 году и был обозначен номером 019. На момент катастрофы это был один из двух новейших самолетов С-295 эксплуатируемых в Вооруженных силах Польши. На момент катастрофы, самолет налетал 399 часов и 4 минуты.
Самолет был оснащен двумя двигателями производства Pratt & Whitney Canada PW127G, которые работали при допустимой эксплуатации до 6000 часов.
Во время последнего полета самолет был переделан в пассажирский вариант. В передней грузовой кабине смонтировано 12 кресел, а в задней помимо боковых сидений дополнительно установлены сиденья среднего ряда на шесть человек. Самолет мог перевозить 49 пассажиров.
Перед взлетом из Варшавы было заправлено 4200 кг топлива, а при столкновении с землей в топливных баках самолета находилось около 2700—2800 кг топлива.

## Экипаж
- Командир воздушного судна (КВС) — Роберт Кузьма, налетал 2428 часов, 20 минут, также на самолёте C-295- 756 часов, 15 минут.
- Второй пилот (ВП) — Михаил Смычинский, налетал 753 часов, 17 минут, также на самолёте С-295 — 102 часов, 8 минут.
- Бортмеханик (БМ) — Ярослав Шумадус, налетал 1375 часов, 12 минут, также на самолёте С-295 — 1086 часов, 54 минут.
- Техник погрузки (ТП) — Януш Адамчик, налетал 647 часов, 0 минут, также на самолёт C-295 — 647 часов, 0 минут.

## Память

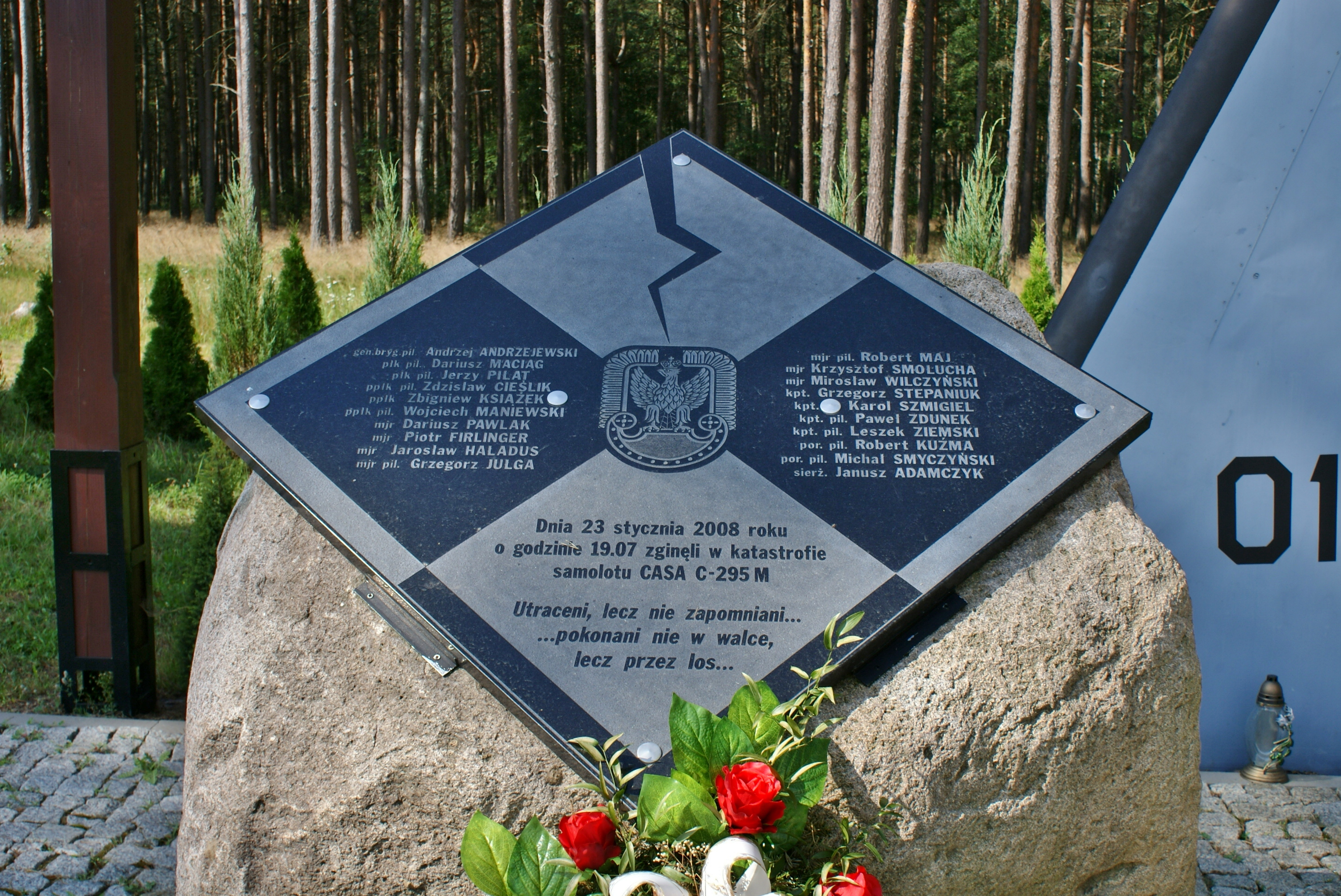
Памятный знак на месте катастрофы

На месте крушение самолёта был установлен небольшой памятник с каменным обелиском и с хвостом самолёта. На обелиске написано «23 января 2008 года в 19:07 погибли в авиакатастрофе CASA C-295M, Потерянные, но не забыты, побеждённые не в бою, но по судьбе…».